# Paraplana biscayensis
Paraplana biscayensis är en plattmaskart som beskrevs av Ax 1955. Paraplana biscayensis ingår i släktet Paraplana och familjen Otoplanidae. Inga underarter finns listade i Catalogue of Life.